# Dolný Štál

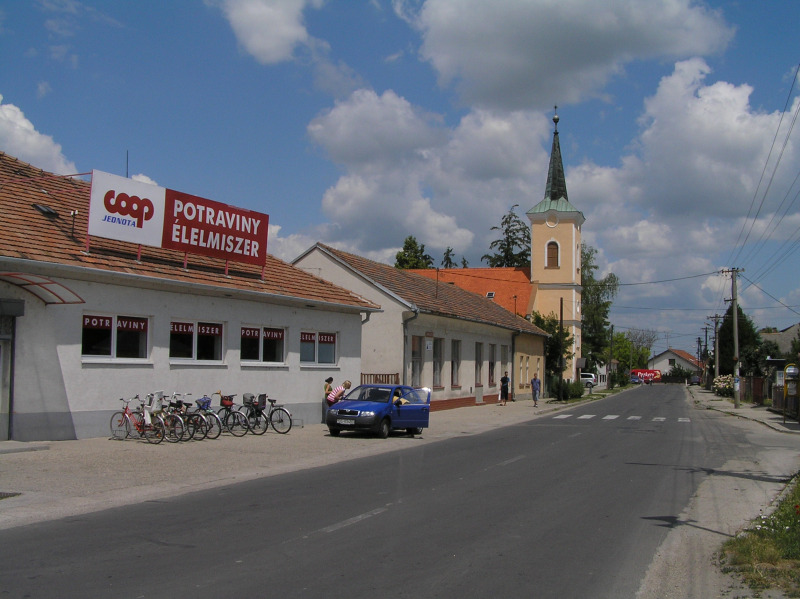
Dolný Štál

Dolný Štál (Hongaars: Alistál) is een Slowaakse gemeente in de regio Trnava, en maakt deel uit van het district Dunajská Streda.
Dolný Štál telt 1.972 inwoners.